# Liste der Naturdenkmale in Schömberg (Zollernalbkreis)
| Naturdenkmale | Anzahl |
| ------------- | ------ |
| FND           | 1      |
| END           | 6      |
| Gesamt        | 7      |

Die Liste der Naturdenkmale in Schömberg nennt die verordneten Naturdenkmale (ND) der im baden-württembergischen Zollernalbkreis liegenden Stadt Schömberg. In Schömberg gibt es insgesamt sieben als Naturdenkmal geschützte Objekte, davon ein flächenhaftes Naturdenkmal (FND) und sechs Einzelgebilde-Naturdenkmale (END).
Stand: 26. März 2017.

## Flächenhafte Naturdenkmale (FND)
| Name                     | Bild | Kennung     | Einzelheiten | Position | Fläche Hektar | Datum         |
| ------------------------ | ---- | ----------- | ------------ | -------- | ------------- | ------------- |
| Österweiher              |      | 84170570024 | Schömberg    | ⊙        | 4,2           | 14. Sep. 1995 |
| Legende für Naturdenkmal |      |             |              |          |               |               |

## Einzelgebilde (END)
| Name                                        | Bild | Kennung     | Einzelheiten         | Position | Fläche Hektar | Datum         |
| ------------------------------------------- | ---- | ----------- | -------------------- | -------- | ------------- | ------------- |
| Allee zum Oberhohenberg                     | BW   | 84170570179 | Deilingen, Schömberg | ⊙        | 0,0           | 21. Okt. 1950 |
| 1 Buche (Weidebuche)                        | BW   | 84170570178 | Schömberg            | ⊙        | 0,0           | 21. Okt. 1950 |
| 1 Eiche beim Neuhaus                        | BW   | 84170570325 | Schömberg            | ⊙        | 0,0           | 15. Feb. 2000 |
| 1 Eiche „Wacheiche“                         | BW   | 84170570176 | Schömberg            | ⊙        | 0,0           | 21. Okt. 1950 |
| 1 Linde                                     | BW   | 84170570268 | Schömberg            | ⊙        | 0,0           | 28. Apr. 1995 |
| 2 Friedenslinden (in der Wellendinger Str.) |      | 84170570326 | Schömberg            | ⊙        | 0,0           | 15. Feb. 2000 |
| Legende für Naturdenkmal                    |      |             |                      |          |               |               |